# حديقة حيوانات سنغافورة
قالب:Infobox zoo

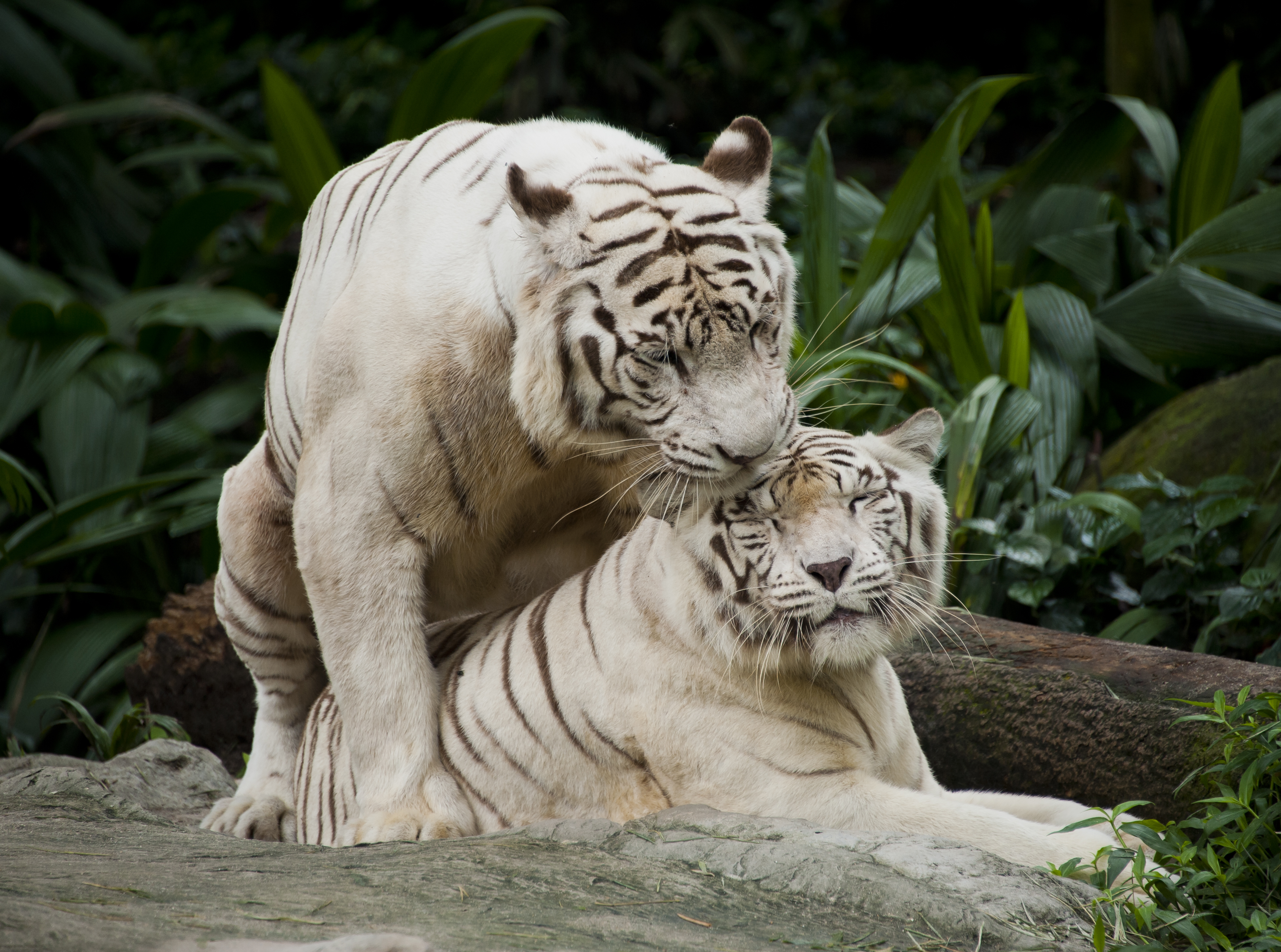
ببر أبيض في الحديقة

حديقة حيوانات سنغافورة وتعرف أيضاً باسم حديقة حيوانات ماندي تغطي مساحة 28 هكتار مربع وهي متمركزة في غابات سنغافورة الداخلية، أُفتتحت الحديقة في 27 يونيو 1973 وكلف إنشائها 9 مليون $ من قبل الحكومة السنغافورية وأفتتحت لرؤية الحياة البرية للحيوانات ويقع بالقرب منها سفاري ليلي ومتنزه يورونغ للطيور وتحوي الحديقة على 315 نوع من الحيوانات، 16% منها مُهدَد بالانقراض، وهذه الحديقة تستقبل 1.6 مليون زائر في كُل سنة.